# Paleooryctocephalus angulatus
Paleooryctocephalus angulatus (лат.) — вид трилобитов из семейства Oryctocephalidae отряда Corynexochida, известный из нижнекембрийских отложений тойонского яруса формации Сиис, располагающейся в Хакасии, датируемых возрастом 516—513 млн лет. Единственный в роде Paleooryctocephalus.

## Этимология
Родовое название образовано от др.-греч. παλαιό — «древний», и названия более позднего трилобита Oryctocephalus, которое переводится как «роющая голова».
Видовое название angulatus означает «угловатый».

## Описание
Являлся нектобентным хищником.
Вид был описан Ладой Николаевной Репиной в 1964 году.